# 仁和寺街道
仁和寺街道（にんなじかいどう）は京都市内の東西の通りの一つ。東は浄福寺通から、西は馬代通に至る。全長約1.6km。
御前通から馬代通の間は2車線の通りであり、馬代通から西大路通の間は市バス・JRバスも走行する。一方、下ノ森通（相合図子通）西入から浄福寺通までは狭い通りである。
仁和寺街道の名は、現在仁和小学校のある御前通一条下る東側が、仁和寺門跡2世性信入道親王の仁和寺新堂の跡地であることにちなむ。

## 沿道の主な施設
- 京都市立正親小学校
- 立本寺
- 京都市立仁和小学校
- 京都市立大将軍小学校
- 京都府立体育館